# Bulbophyllaria (Bulbophyllum)
Bulbophyllaria es una sección del género Bulbophyllum perteneciente a la familia de las orquídeas.
Se caracterizan por ser las plantas originarias de América.

## Especies
1. Bulbophyllum aristatum (Rchb.f.) Hemsl. 1884 México, Guatemala, Belice, Honduras, El Salvador, Nicaragua, Costa Rica, Panama, Cuba, Haití, Dominican Republic y Venezuela.
2. Bulbophyllum bracteolatum Lindl. 1838 French Guiana, Surinam, Venezuela, Bolivia y Brasil.
3. Bulbophyllum cirrhosum L.O.Williams 1940 México.
4. Bulbophyllum cribbianum Toscano 1992 Brasil.
5. Bulbophyllum dusenii Kraenzl. 1911 Brasil.
6. Bulbophyllum insectiferum Barb.Rodr.1882 Brasil
7. Bulbophyllum pachyrachis (A. Rich.) Griseb. 1864 Florida,  Caribe, Centroamérica y México, Venezuela, Colombia, Ecuador and Bolivia.
8. Bulbophyllum regnellii Rchb. f. 1849  Brasil